# 广州白云机场劫机相撞事件
23°10′59.98″N 113°15′54.76″E / 23.1833278°N 113.2652111°E
廣州白雲機場劫機相撞事件又稱10·2空難，發生於1990年10月2日。當日上午，正從廈門高崎飛往廣州途中的廈門航空8301號班機被劫持，劫機者威脅稱身上帶有炸彈，要求駕駛員前往臺灣臺北中正國際機場。最終飛機因燃油不足在舊白雲機場降落。飛機著陸後因劫機者奪取飛機控制權，造成飛機偏離跑道，先後撞上了停泊在地面的中國西南航空4305號班機和中國南方航空3523號班機。事件造成三機合共128人遇難，涉事飛機全部撞毀報廢。這起空難是當年死亡人數最多的空難，亦是中華民國政府開放赴中國大陸旅遊以來，臺灣遊客死亡人數最多的事件。

## 涉事班機
事件中涉及三架飛機，分別為被劫持的廈門航空8301號班機和在白雲機場停機坪上停泊的中國西南航空4305號班機和中國南方航空3523號班機。
廈門航空8301號班機（下稱「廈航班機」或「8301號班機」），使用波音737-247營運。飛機註冊編號B-2510，生產編號23189/1072，於1984年12月7日首飛。該機曾於1988年5月12日在從廈門前往廣州的途中被张庆国和龙贵云兩人持刀劫持至臺灣臺中空軍清泉崗基地，成為中國大陸首架被劫持至臺灣的飛機。
事發當天8301號班機從廈門高崎國際機場飛往廣州白雲國際機場，機上載有93名乘客和9名機組人員。
中國西南航空4305號班機（下簡稱為「西南航班機」），使用波音707-3J6B執飛，飛機的註冊編號為B-2402，生產編號20714/869，於1973年首飛，1983年由民航北京管理局调拨至民航上海管理局，1985年又调拨至民航成都管理局:81，1989年11月3日曾在执飞哈尔滨至广州航班时遭劫持未遂:398。飛機當天從成都雙流國際機場飛往廣州，事件發生前不久才降落在白雲機場。機上所有乘客在降落後已全部下機，機組除一人留在機上打掃衛生外亦已全部離開。
中國南方航空3523號班機（下文稱為「南航班機」），使用波音757-21B執飛，飛機的註冊編號為B-2812，生產編號24758/282。該機於1990年首飛，是三機之中機齡最小的客機。當天飛機原計劃飛往上海虹橋國際機場。事發當時110名乘客和12名機組人員已全部登機。

## 劫機者
蒋晓峰（男，1969年8月11日出生），湖南省临澧县人，是廈門航空8301號班機的劫機者，曾任临澧县物资局开发公司驻长沙采购站采购员，於1988年9月因盜竊罪被該县公安局治安拘留。1990年7月13日，蒋晓峰聲稱出外采购货物，騙取了其公司的17,000元人民幣貨款後潛逃。临澧县檢察院在事後對他立案追捕，列為逃犯。
9月29日，蒋晓峰入住廈門邊檢站招待所；翌日，他通過關係購買了事發班機的機票。10月2日上午6時，蒋晓峰離開招待所前往機場。根據廈航班機倖存乘客描述，蒋晓峰在事發當天穿著黑色西裝與皮鞋，一手提著黑色行李箱，一手拿著一束塑料製紅玫瑰登機。他是最後一個登機的乘客，坐在機艙第16排D座。

## 事件經過

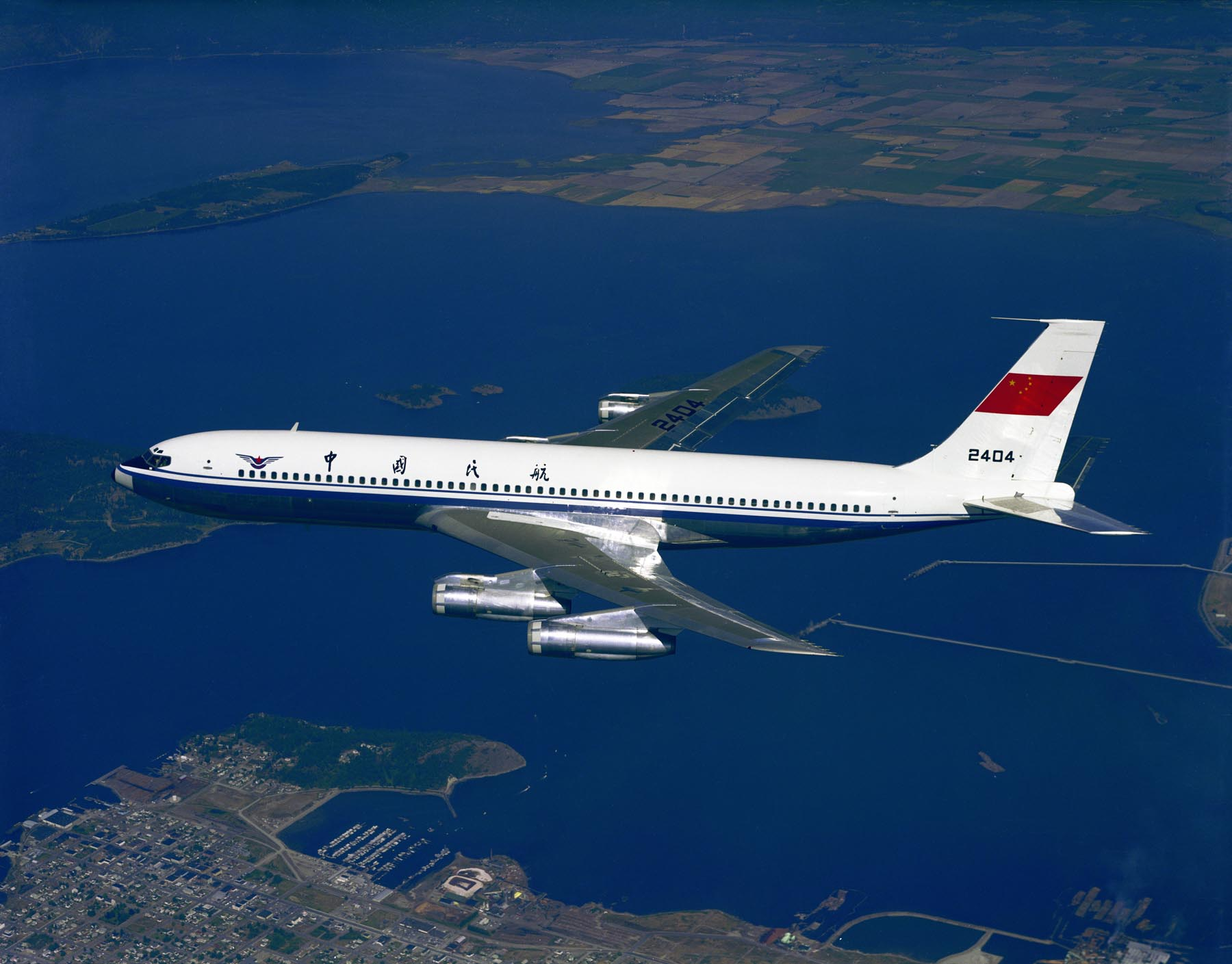
與事件中被撞毀的西南航客機類似的波音707客機（B-2404）。特別的是，當時三間航空公司的客機均未使用航空公司自身的塗裝，而是全部噴塗中國民航（如圖）的塗裝。

廈航8301號班機在當日6时15分開始讓乘客登機，並在6時57分準點起飛。約7時20分，蒋晓峰離開座位，手持約香煙盒大小的黑色塑料盒子衝向駕駛艙，用手猛烈捶打並拉開艙門，衝入當時沒有鎖上艙門的駕駛艙。他露出手裡握著的電線，聲稱其身上綁有7公斤炸藥，要求飛機改飛至臺灣桃園，否則將會「同歸於盡」。之後他要求除機長岑龙裕之外的人員全部離開駕駛艙，機長按其要求清空了駕駛艙。此時駕駛艙內的對話內容已被無線電通訊系統傳送至機場塔台。在獲悉飛機被劫持後，民航中南地区管理局准許飛機在境內或境外任何一個機場降落，同時宣布关闭白雲机场并禁止所有航班的起降。
而在客艙中，空乘人員對乘客宣布了飛機被劫持的消息。約20分鐘後，在徵得劫機者的同意後，一位機組人員放下駕駛艙與客艙之間的門簾，隨後將前排20多人轉移到後排處。據機上生還者稱，機組人員曾希望確定劫機者的皮箱內是否藏有爆炸物，經過討論後，一名女空乘走到行李艙找到這個皮箱，但由於皮箱已經上鎖，他們最終沒有將它打開。
飛機進入廣東省空域後，曾於佛山沙堤機場上空逗留盤旋，盤旋幾圈後，飛機繼續飛往廣州。飛機抵達廣州之後在白雲機場上空約300米處盤旋。8時34分，機長向廣州機場塔台發出請求，表示機上搭載的燃油不足，要求先前往香港，在啟德機場加油後再轉飛至臺灣。不久後，該請求獲得广州民航管理局和機場塔台同意，但劫機者拒絕在香港降落加油，並威脅如果要在香港降落，就把飛機炸毀。此後，班機再也沒有傳出任何通話。
9時04分，8301號班機降落在白雲機場。在跑道上滑行了1,080米後，劫機者對駕駛員施暴，使飛機失控向右偏離跑道，然後穿過草地沖向停機坪。此時，飛機機頭被拉起了並再次離地，但機尾刮到了一輛正在工作的機場車輛，然後撞上了中国西南航空班機，飛機機輪撞掉了该架波音707客機的機頭；之後飛機繼續向前朝著南航班機飛去，機輪撞在客機機身的中上部，使该架波音757的機身斷成兩半，左側引擎掉落。最終，廈航班機在向東西方飛行了300米後墜落地面，機身墜落後在地面翻滾並解體成四大塊。三機在撞擊後都發生了大火。據官方記載，在一旁待命的消防人員用了12秒就將火勢控制住，2分鐘內就將大火救熄，還成功救出了54名乘客。事件發生後10多小时，廣州市交通拯救隊完成了對機場的清理工作，翌日機場恢復營運。

## 乘客及遇難者
| 班機                   | 乘客 | 機組人員 | 總計 |
| ---------------------- | ---- | -------- | ---- |
| 廈門航空8301號班機     | 75   | 7        | 82   |
| 中國南方航空3523號班機 | 46   | 0        | 46   |
| 中國西南航空4305號班機 | 0    | 0        | 0    |
| 總計                   | 121  | 7        | 128  |

這次事件是1990年死亡人數最多的空難，遇難者中除了中國大陆的乘客，還包括了來自美國、瑞典、日本、臺灣、香港和澳門的乘客。
被劫持的廈門航空8301號班機是遇難人數最多的客機，包括劫機者在內75名乘客和7名機組人員在空難中死亡。同時還有18人受傷。其中79人當場罹難，3人送院後不治。機上有一個20名遊客的臺灣旅遊團，整個團只有導遊一人生還。旅行團遇難者中包括了臺灣企業家陳樹火及其夫人，他的子女後來按照他的遺願籌建了樹火紀念紙博物館。除此之外，機上還有兩名美國女性，其中一人遇難。
在最後被撞上的南航班機上，共有46人遇難，大部分人都當場罹難，只有5人在送院後死亡。機上也有一個臺灣旅遊團，共10名遊客，全部遇難。這次事件導致30名臺灣旅客死亡，是中華民國政府開放赴大陸旅遊後至2011年間，臺灣遊客死亡人數最多的事件。此外，機上搭有一名瑞典商人，在空難中倖存。由於在事發前，12名機組人員都在駕駛艙中收聽無線電通訊了解事件進展，故機組無人死亡。而西南航空班機是死傷最少的航班，只有一名當時正在打掃衛生的機組人員受傷。
除此之外，還有5名香港和2名澳門乘客遇難。

## 事件調查及結論
事發當日下午14時10分，时任国务院总理李鹏自北京飛抵广州，了解事件情況、察看現場並到醫院探望傷者，並且成立了事后调查小组。官方在現場設立了「10·2」事件善後處理小組，陈开枝擔任組長。駕駛舱残骸中发现了機長岑龙裕和劫機者蒋晓峰的屍體。蒋晓峰在劫機時聲稱他身上綁有炸藥，但屍檢證實他的身上並沒有任何爆炸物。
《紐約時報》在此後引述有關消息稱，當局在事發時試圖讓劫機者誤認為飛機已飛到境外機場，並讓機長在白雲機場降落，而不是按照劫機者要求前往臺灣。官方於10月10日公佈調查結果，他們承認在處理劫機事件上存在問題，並表示將解僱涉事的機場和航空公司的低級職員。但調查報告中沒有提及為什麼機長沒有按照劫機者要求前往臺灣，反而繼續按照原定航線飛往廣州。當局亦沒有解釋在班機盤旋的40分鐘內為什麼沒有對地面飛機上的乘客進行疏散。

## 事件之後
由於事件發生在北京亞運會期間，當局擔心會再次出現其他爆炸或劫機事件破壞亞運會，全國各地機場的安保工作都在事件後有所加強，以防止同類事件再次發生。
這次事件讓當局改變早期定下的處置劫機事件原則，不再鼓勵機組和乘客正面對抗劫機者，改以保護乘客和飛機安全為第一要務。
三架飛機因損毀嚴重而全部報廢。其中，由廣州保險公司承保的南航波音757客機獲得了5559.9萬美元（約合人民幣2.9億，均為當時市值）的賠償款。空難之後剩下的完整殘骸只有一個發動機、一個輪胎和左起落架，這些部件現時被保存在廣州白雲國際機場東面的一個飞机博物馆中，供參觀者觀看。
厦门航空8301次航班现依旧用于由厦门飞往广州的航线上，唯时间从上午改为晚上；南方航空3523次航班现依旧用于广州飞往上海的上午航班；而西南航空被中国国际航空收购之后，4305次航班继续用于成都飞往广州的上午航班。
事故中损毁的厦航737注册号B-2510于1999年10月用于一架中国西南航空的波音737-800型客机重用，后于2002年10月随中国西南航空被国航合并移籍中国国际航空，2017年1月从中国国际航空退役后封存于北京，2018年12月退租后先后在俄罗斯雅库特航空、乌克兰SkyUp航空服役。
事故中损毁的南航757注册号B-2812于2001年4月用于一架中国新疆航空的波音757-200型客机重用，后于2004年4月随中国新疆航空被南航合并移籍中国南方航空（該公司第二部注册号為B-2812的波音757-200型客机），2017年11月从中国南方航空退役后改装为货机并交付于圆通货运航空。

## 外部連結
- 廣州市大事記（1990年） （页面存档备份，存于），廣州市志（简体中文）
- China: Deadly Bouquet（页面存档备份，存于），《時代》雜誌，1990年10月15日（英文）
- Special Report: Xiamen Airlines Flight 8301，Chris Kilroy，Airdisaster.com（英文）
- YouTube上的亞洲電視《當年今日》節目中有關空難描述（繁體中文）
- 视频: 广州10·2空难（页面存档备份，存于） - 电视广播 （粵語）